# ČSD-Baureihe S 499.0
Die ČSD-Baureihen S 499.0 bzw. S 499.1 sind elektrische Lokomotiven für den Schnell-, (nur S 499.0) Personen- und (nur S 499.0) Güterzugverkehr der einstigen Tschechoslowakischen Staatsbahn ČSD für das mit 25 kV 50 Hz Wechselstrom elektrifizierte Streckennetz im Süden und Westen der damaligen Tschechoslowakei. Sie wurden aus der S 489.0 entwickelt, von der sie sich vor allem durch die höhere Höchstgeschwindigkeit unterscheiden. Lokomotiven ähnlichen Typs wurden auch nach Bulgarien geliefert.

## Geschichte
Von den Lokomotiven der Reihe S 499.0 wurden 1968 70 Maschinen und im Jahr 1969 50 Maschinen hergestellt. Diese Lokomotiven wurden auf tschechischer Seite in Pilsen, Cheb und České Budějovice (Budweis), auf slowakischer Seite in Bratislava und Nové Zámky stationiert. Für die Bespannung der Expresszüge zwischen Kutná Hora und Bratislava sowie auf der Relation Zvolen–Nové Zámky wurden 1970 25 Lokomotiven der Reihe S 499.1 beschafft. Nach deren Beschaffung endete die Fertigung von Lokomotiven mit Lokkästen aus  glasfaserverstärktem Kunststoff. Die Lokomotiven der Reihe S 499.1 fuhren teilweise auf der Relation Budapest–Kutná Hora. Mit dem Erscheinen der Mehrsystemlokomotive ES 499.0 und deren Nachfolger übernahmen diese Maschinen dann diese Dienste. Die Lokomotiven der Reihe S 499.1 wurden daraufhin in die Reihe S 499.0 zurückgebaut. Die erste S 499.1 wurde 1978 zu der Baureihe S 499.0 zurückgebaut.

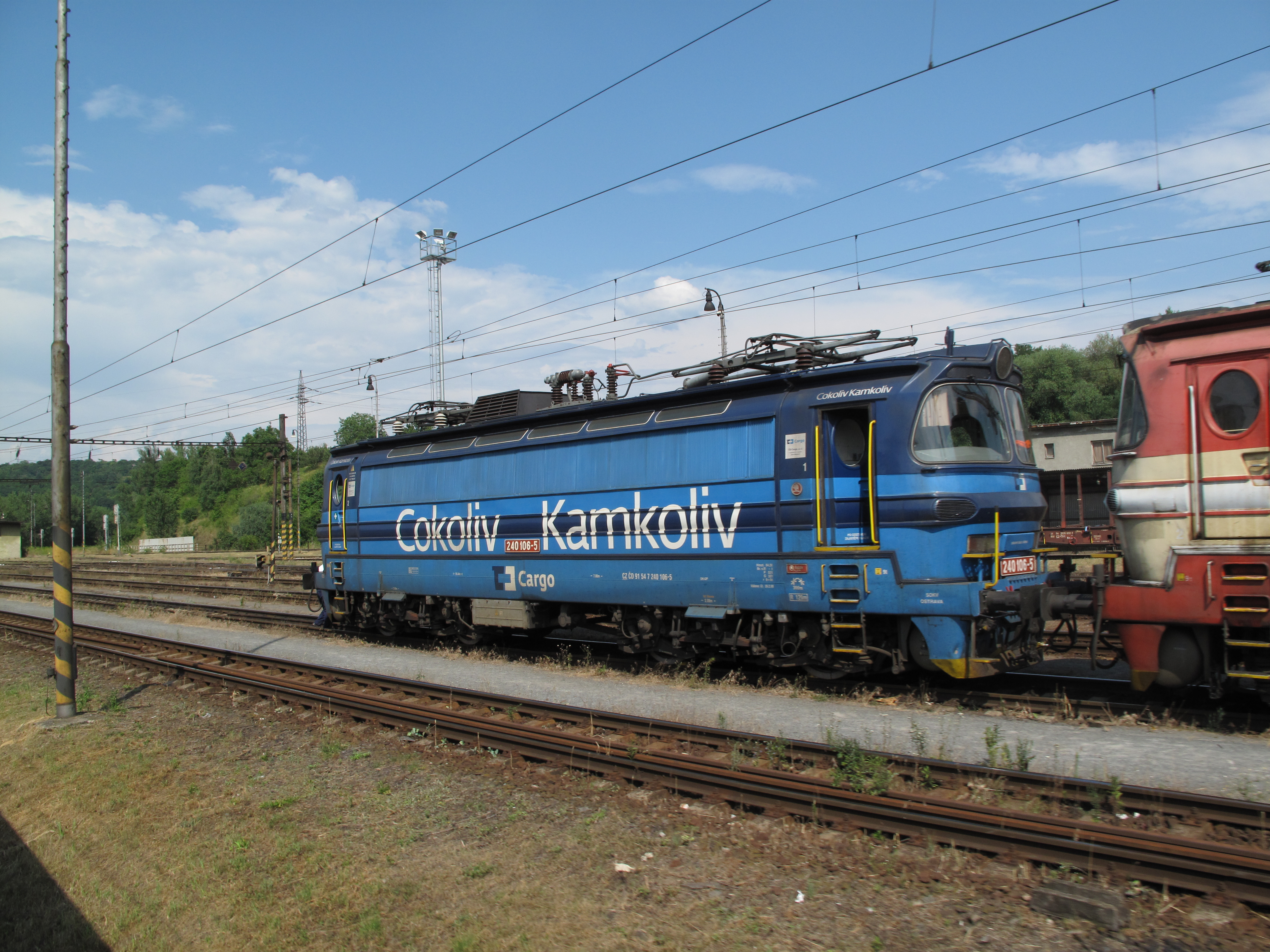
240 106 im Farbschema von ČD Cargo in Brno (2010)

Im Jahr 1988 wurden alle Lokomotiven einschließlich der ehemaligen Reihe S 499.1 in die Baureihe 240 umgezeichnet.
Nach der Auflösung der Tschechoslowakei im Jahr 1993 verblieben die meisten Lokomotiven bei der Eisenbahn der Slowakischen Republik (ŽSR), heute ZSSK. Nur ein kleiner Teil kam zu den Tschechischen Bahnen (ČD). Beheimatet sind die Lokomotiven heute in den Depots Bratislava und Nové Zámky (ZSSK) sowie České Budějovice (ČD).

### Umbau zur ČD-Baureihe 340

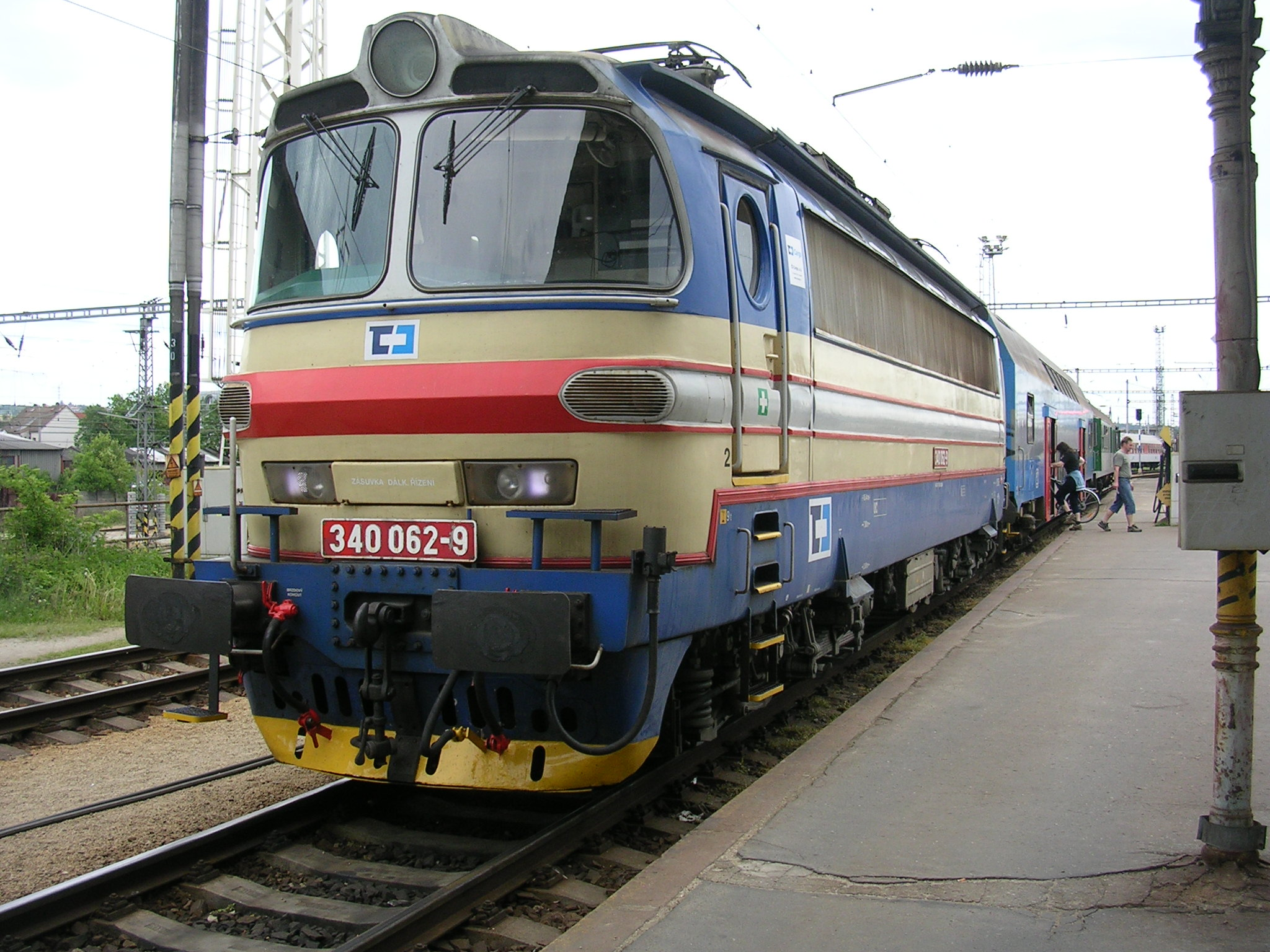
340 062 in České Budějovice (2009)

Die Lokomotiven mit den Ordnungsnummern 049, 055 und 062 wurden in den Jahren 2001 und 2003 zu Zweisystemlokomotiven der Baureihe 340 umgebaut, die auch unter einer Fahrleitungsspannung von 15 kV, 16,7 Hz fahren können. Dabei behielten die Fahrzeuge ihre alten Ordnungsnummern. Sie kommen auf der grenzüberschreitenden Strecke von České Budějovice nach Summerau zum Einsatz.

## Technische Merkmale
Die wichtigsten Änderungen gegenüber der S 489.0 sind das Übersetzungsverhältnis zwischen Fahrmotorritzel und Großrad von 1:3,2, die elektrische Bremse, durch deren Dachaufbau sie von den Lokomotiven der Reihe S 489.0 zu unterscheiden sind, und eine pneumatische Bremse DAKO L/R. Ansonsten sind beide Baureihen identisch.
Der Lokkasten ist nicht bei jeder Maschine aus glasfaserverstärktem Kunststoff, sondern es gibt auch Lokomotiven mit einem beblechten Lokkasten. Für die Sowjetischen Staatsbahnen (SŽD) wurden alle Lokomotiven mit einem Lokkasten aus Stahlblech hergestellt.
Die Farbgebung war Zinnoberrot mit einer chromgelben Bauchbinde und silbergrauen Zierstreifen. Ab 1977 erfolgte eine Lackierung in Rot mit einem Fensterband in Creme.